# Jim Stafford

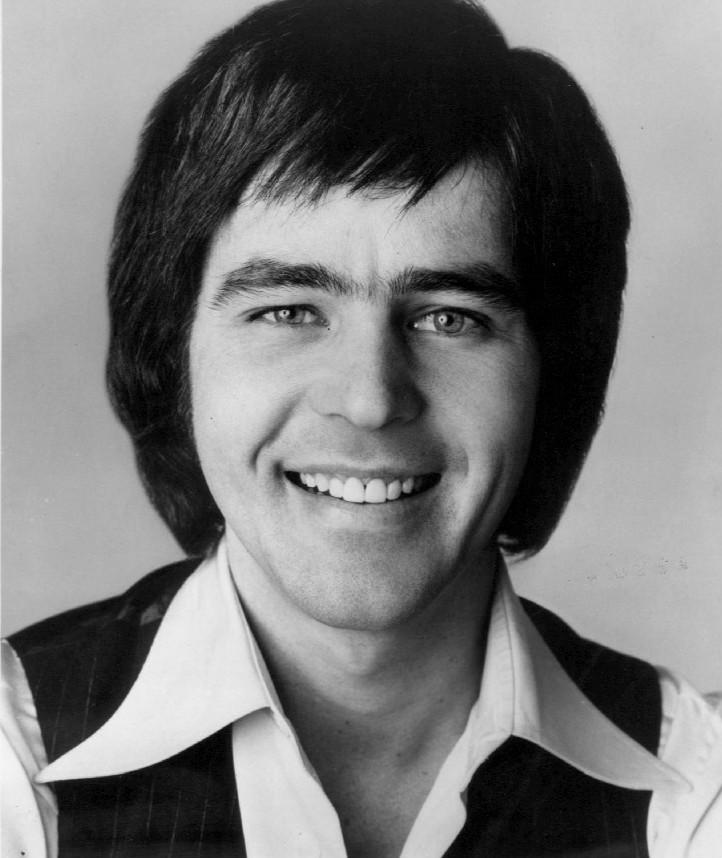
Jim Stafford, 1975

Jim Stafford (* 16. Januar 1944 in Eloise, Florida) ist ein US-amerikanischer Country- und Popsänger.

## Biografie
Jim Stafford spielte bereits als Jugendlicher in verschiedenen Bands – unter anderem mit Gram Parsons und Kent Lavoie (später "Lobo") im Trio Shilo. Das Trio orientierte sich damals stark an der Musik des Kingston Trios.
Nach der High-School ging Stafford nach Nashville. Er begann Songs zu komponieren und nahm erste Demos auf.
1973 erreichte sein Lied The Swamp Witch die amerikanischen Top 40. 1974 gelangte Spiders and Snakes auf Platz 3 der Pop-Charts. Weitere Erfolge folgten.
1975 hatte er für kurze Zeit seine erste Fernseh-Show. Er komponierte in den nächsten Jahren Soundtracks und trat in weiteren TV-Shows auf. Seit 1990 besitzt er ein eigenes Theater in Branson und tritt dort in Country-Shows auf.

## Diskografie

### Alben
| Jahr | Titel        | Höchstplatzierung, Gesamtwochen, AuszeichnungChartplatzierungen (Jahr, Titel, Platzierungen, Wochen, Auszeichnungen, Anmerkungen) | Höchstplatzierung, Gesamtwochen, AuszeichnungChartplatzierungen (Jahr, Titel, Platzierungen, Wochen, Auszeichnungen, Anmerkungen) | Anmerkungen |
| Jahr | Titel        | US | Country | Anmerkungen |
| ---- | ------------ | --- | --- | ----------- |
| 1974 | Jim Stafford | US55 (33 Wo.)US | Country6 (30 Wo.)Country |             |

Weitere Alben
- 1975: Not Just Another Pretty Foot
- 1993: New Deal

### Singles
| Jahr | Titel Album                                                | Höchstplatzierung, Gesamtwochen, AuszeichnungChartplatzierungen (Jahr, Titel, Album, Platzierungen, Wochen, Auszeichnungen, Anmerkungen) | Höchstplatzierung, Gesamtwochen, AuszeichnungChartplatzierungen (Jahr, Titel, Album, Platzierungen, Wochen, Auszeichnungen, Anmerkungen) | Höchstplatzierung, Gesamtwochen, AuszeichnungChartplatzierungen (Jahr, Titel, Album, Platzierungen, Wochen, Auszeichnungen, Anmerkungen) | Anmerkungen |
| Jahr | Titel Album                                                | UK | US | Country | Anmerkungen |
| ---- | ---------------------------------------------------------- | --- | --- | --- | ----------- |
| 1973 | Swamp Witch Jim Stafford                                   | — | US39 (12 Wo.)US | — |             |
| 1973 | Spiders & Snakes Jim Stafford                              | UK14 (8 Wo.)UK | US3 Gold · (23 Wo.)US | Country66 (8 Wo.)Country |             |
| 1974 | My Girl Bill Jim Stafford                                  | UK20 (8 Wo.)UK | US12 (15 Wo.)US | Country64 (7 Wo.)Country |             |
| 1974 | Wildwood Weed Jim Stafford                                 | — | US7 (14 Wo.)US | Country57 (6 Wo.)Country |             |
| 1975 | Your Bulldog Drinks Champagne Not Just Another Pretty Foot | — | US24 (10 Wo.)US | — |             |
| 1975 | I Got Stoned and I Missed It Not Just Another Pretty Foot  | — | US37 (9 Wo.)US | — |             |
| 1976 | Jasper                                                     | — | US69 (6 Wo.)US | — |             |
| 1977 | Turn Loose of My Leg                                       | — | US98 (2 Wo.)US | — |             |
| 1981 | Cow Patti                                                  | — | — | Country65 (6 Wo.)Country |             |
| 1982 | What Mama Don’t Know                                       | — | — | Country61 (8 Wo.)Country |             |
| 1984 | Little Bits and Pieces                                     | — | — | Country67 (9 Wo.)Country |             |

Weitere Singles
- 1978: One Step Ahead of the Law
- 1980: Don’t Fool Around
- 1981: Isabel and Samantha